# Port St. Lucie Open 1983 - Doppio
Il doppio del torneo di tennis Port St. Lucie Open 1983, facente parte del Virginia Slims World Championship Series 1983, ha avuto come vincitrici Rosalyn Nideffer e Candy Reynolds che hanno battuto in finale Lea Antonoplis e Barbara Jordan con il punteggio di 5–7, 7–5, 6–3.

## Teste di serie
1. Rosalyn Nideffer /  Candy Reynolds (Campionesse)

1. Lea Antonoplis /  Barbara Jordan (finale)

## Tabellone

### Legenda
| - Q = Qualificato - WC = Wild card - LL = Lucky loser | - ALT = Alternate - SE = Special Exempt - PR = Protected Ranking | - w/o = Walkover - r = Ritirato - d = Squalificato |

|  | Quarti di finale           | Quarti di finale           | Quarti di finale | Quarti di finale | Quarti di finale |  |  | Semifinali                      | Semifinali                      | Semifinali                      | Semifinali                    | Semifinali |   |   | Finale                          | Finale                          | Finale | Finale | Finale |  |
|  |                            |                            |                  |                  |                  |  |  |                                 |                                 |                                 |                               |            |   |   |                                 |                                 |        |        |        |  |
|  |                            |                            |                  |                  |                  |  |  | Rosalyn Nideffer Candy Reynolds | Rosalyn Nideffer Candy Reynolds | Rosalyn Nideffer Candy Reynolds | 6                             | 7          |   |   |                                 |                                 |        |        |        |  |
|  | Sandy Collins Liz Smylie   | Sandy Collins Liz Smylie   | 4                | 6                | 6                |  |  | Sandy Collins Liz Smylie        | Sandy Collins Liz Smylie        | Sandy Collins Liz Smylie        | 2                             | 5          |   |   |                                 |                                 |        |        |        |  |
|  | Kylie Copeland Lori McNeil | Kylie Copeland Lori McNeil | 6                | 0                | 1                |  |  |                                 |                                 |                                 |                               |            |   |   | Rosalyn Nideffer Candy Reynolds | Rosalyn Nideffer Candy Reynolds | 5      | 7      | 6      |  |
|  |                            |                            |                  |                  |                  |  |  |                                 |                                 | Lea Antonoplis Barbara Jordan   | Lea Antonoplis Barbara Jordan | 7          | 5 | 3 |                                 |                                 |        |        |        |  |
|  |                            |                            |                  |                  |                  |  |  | Cláudia Monteiro Yvonne Vermaak | Cláudia Monteiro Yvonne Vermaak | Cláudia Monteiro Yvonne Vermaak | 4                             | 3          |   |   |                                 |                                 |        |        |        |  |
|  |                            |                            |                  |                  |                  |  |  | Lea Antonoplis Barbara Jordan   | Lea Antonoplis Barbara Jordan   | Lea Antonoplis Barbara Jordan   | 6                             | 6          |   |   |                                 |                                 |        |        |        |  |